# Чорний ворон (фільм)
«Чорний ворон» — повнометражний художній фільм виробництва «ТРК Студія 1+1» за однойменним романом-бестселером відомого українського письменника Василя Шкляра.
Фільм вийшов в український широкий прокат 5 грудня 2019 року, прокатник — Kinomania.
Сюжет «Залишенець. Чорний Ворон» розповідає про одну з найдраматичніших і маловідомих сторінок української історії — запеклу боротьбу українських повстанців проти окупаційної комуністичної влади в 1920-х роках, вже після окупації УНР, у Холодному Яру.
Головний герой на прізвисько «Чорний Ворон» — холодноярський отаман — організовує боротьбу проти більшовиків-окупантів, які вже заполонили Україну й запроваджують у ній свій радянський лад, вбиваючи патріотів та утискаючи українську культуру.

## Сюжет
1921 рік. Російська Червона армія окупувала УНР, але українські повстанці в Холодному Яру продовжують партизанську боротьбу. Іван Чорноус намагається триматися осторонь війни, проте перешкоджає мародерству російського солдата на ринку. Начальника окупаційного штабу Птіцина відсторонюють через відсутність успіхів у боротьбі проти повстанців, його замінює Євдокімов. Іван з дружиною Тіною переховуються в дядька Митрофана. Отаман Кузьма доставляє пораненого бійця, якого вирішують відвезти до сліпої знахарки Явдохи.
Євдокімов арештовує Іванового батька, Якова, та обіцяє зберегти йому життя, якщо Іван прийде до червоноармійців наступного дня. Батько просить Івана виконати вимоги окупантів. Той погоджується допомогти в пошуках повстанців, якщо батька відпустять. Але вночі Яків помирає через побої. Євдокімов застрелює допитувача, але не полишає планів дізнатися від Івана де перебувають повстанці. Поховавши батька, Іван вирішує помститися.
Іван відвідує табір повстанців, щоб приєднатися до них. Спершу до нього ставляться з підозрою, але беруть на завдання — влаштувати засідку на загін червоноармійців. Багатьох ворогів убивають, решту беруть у полон. Командир загону пропонує стати агентом повстанців, і щоб довести свою вірність, страчує товаришів. Іван застрелює зрадника, лишивши живим останнього з загону, китайця Ходю. Тепер Івана приймають у лави повстанців, а він бере собі псевдо «Чорний Ворон». Ходя також приєднується до них.
Євдокімов організовує грабунок місцевого населення. Іван бере участь у облаві на червоноармійців. У результаті вдається схопити Птіцина та його супутницю, перукарку Цилю. Птіцин просить помилувати його, апелюючи до того, що в нього предки українці, і його відпускають. Частина повстанців, повіривши агітці, здаються окупантам і отримують амністію. В обмін на це Євдокімов вимагає зняти дзвони з монастиря, що використовуються для оповіщення в Холодному Яру.
Іван і повстанка Дося приходять до відлюдника Варфоломія, що живе в монастирі. Загін Євдокімова захоплює і обшукує монастир у пошуках казни повстанців. Поранених, яких лікували в монастирі, Євдокімов наказує добити. Тіну забирають червоноармійці, а Дося тікає через підземний хід з Варфоломієм.
Дося приносить у табір повстанців новину про захоплення монастиря. Іван з групою товаришів уночі здійснює напад на червоноармійців, але Тіни не знаходить. Сотник Завірюха розуміє, що наведення на монастир дала Циля, і хоче вбити її, але не наважується. Циля підмовляє його здати отаманів задля припинення війни. Він прибуває до повстанців і закликає їх скликати отаманську раду, щоб підняти повстання по всій Україні. Іван проте скептично ставиться до цього задуму, підозрюючи про пастку.
Його підозри виявляються правдиві, повстанські отамани приходять прямо у засідку червоноармійців. Уцілілі бійці розуміють, що повстання більше неможливе, і припиняють боротьбу: здаються окупантам або виїжджають за кордон. Іван і Ходя лишаються єдині в таборі у Холодному Яру. Євдокімов вимагає від Тіни, щоб вона публічно зреклася чоловіка, в разі відмови він погрожує їй насильним абортом.
Кузьма здогадується, що Завірюха зрадник, убиває його та Цилю, після чого з Досею приходить до Івана. Повстанці вирішують атакувати окупантів, коли ті святкуватимуть річницю Жовтневого перевороту. Митрофан проводить їх на цукровий завод, де відбуватиметься дійство, зокрема публічне каяття полонених отаманів і Тіни. Повстанці озброюють полонених, але в бою з охоронцями гине Ходя. Птіцин погрожує вбити Тіну, та його заколює ножем Дося. Іван з товаришами застрелюють червоноармійців і відпускають глядачів. Окупанти стягують до заводу підкріплення, повстанці гинуть, Івану, Тіні та Досі вдається вибратися.
Зібравши інших бійців, Іван продовжує боротьбу принаймні до 1925 року.

## У ролях
- Тарас Цимбалюк — Іван «Чорний Ворон» Чорноус
- Павло Москаль — повстанець Вовкулака
- Данило Мірешкін — Кузьма
- Ксенія Данилова — Тіна, дружина Чорного Ворона
- Зоряна Марченко — повстанка Дося
- Андрій Мостренко — чекіст Євдокімов
- Олексій Тритенко — чекіст Птіцин (Птах)
- Аліна Коваленко — Циля, агентка ЧК
- Наталка Сумська — знахарка Явдоха
- Олег Мосійчук — Яків Чорновус
- Віктор Жданов — Митрофан
- Сергій Бабкін — відлюдник Варфоломій
- Андрій Федінчик — сотник Завірюха
- Володимир Ращук — Ларіон Завгородній
- Остап Дзядек — Деркач
- Сергій Малюга  — Гупало
- Євген Плиско-Купрін — Залізняк
- Азізбек Абдурашидов — китаєць Ходя
- Сергій Щадрін — Бєсовський
- Олег Москаленко — Гальперович
- В епізодах: Станіслав Щокін (агітатор), Анатолій Тихомиров (селянин), Богдан Данилюк (червоноармієць), Артем Поддубняк (офіцер), Наталія Кленіна (торговка), Сергій Постольніков (отаман), Петро Орішко (поплічник ЧК); гурт «Чорноморці»: Дмитро Кокошко, Сергій Бадюк, Андрій Дутко, Сергій Постольніков
- У кадрі: ворон Фрейд
- Текст за кадром читає Василь Шкляр.

## Творча група
- Автори сценарію: Тарас Антипович, за участі Василя Шкляра і Михайла Бриниха
- Режисер-постановник: Тарас Ткаченко
- Оператор-постановник: Олександр Кришталович
- Художник-постановник: Ігор Філіппов
- Композитор: Мілош Єліч
- Звукооператор, звукорежисер: Олег Кульчицький
- Продюсери: Олександр Ткаченко (генеральний), Христина Шкабар, Володимир Андріюк, Андрій Осіпов
- Режисери: Тарас Рибальченко, Юлія Конопелько,
- Режисер монтажу: Віктор Маляренко
- Оператор: Фабріціо Спаньуоло
- Художник по гриму: Лариса Сапанович
- Художник по костюмах: Марія Квітка
- Художник-декоратор: Андрій Кириченко
- Звукорежисер на майданчику: Сергій Мовчан

## Кошторис
Фільм переміг у дев'ятому конкурсному відборі Держкіно у вересні 2016 року. На пітчинг Держкіно проєкт подавало ТОВ «ТЕТ-продакшн» із заявленим бюджетом ₴23,7 млн (від Держкіно тоді очікували отримати ₴11,9 млн). За словами режисера стрічки, у кінцевому варіанті частка Держкіно значно скоротилася і з загального бюджету фільму у ₴20 млн частка Держкіно стала ₴5 млн (25 % кошторису). Однак згідно з даними Держкіно, кінцевий кошторис фільму склав ₴27,0 млн грн.

## Виробництво

### Ранні невдалі спроби екранізації
Роман вийшов друком ще у 2009 році й уже через рік, у 2010 році, Шкляр створює благодійний фонд «Холодноярівська республіка», аби зорганізувати збір коштів на екранізацію роману.
У 2011 році, з ініціативи Юрія Андруховича, в Україні та діаспорі розпочався збір коштів на екранізацію роману «Залишенець. Чорний ворон». Планувалося, що режисером стрічки стане польський кінорежисер Єжи Гофман, а помічником режисера — Тарас Ткаченко. Але 24 жовтня 2011 року Гофман заявив, що відмовляється екранізувати роман Шкляра, оскільки ця книга націоналістична, антиросійська і ксенофобська, про що режисер заявив в інтерв'ю телеканалу «Україна». Відповідно у цей період так і не вдалося створити екранізацію роману.

### Спроба екранізації у форматі мінісеріалу
У лютому 2016 році стало відомо, що знову поновлено спроби екранізації роману «Залишенець», цього разу зусиллями телеканалу 1+1. Тоді ж генеральний директор «1+1 медіа» Олександр Ткаченко повідомив, що фільм адаптують у формат 4-серійного мінісеріалу. У вересні 2016 року під час пітчингу до Держкіно стало відомо, що творці замість 4-ьох серійного мінісеріалу вирішили знімати повнометражну художню стрічку. Тоді ж у вересні 2016 року стало відомо, що режисером стрічки має стати Олег Туранський.
У березні 2018 стало відомо, що автора роману-першоджерела Василя Шкляра ізолювали від екранізації його роману «Чорний ворон». Коментуючи це, Шкляр заявив «Я, власне, і не наполягав на тому, щоби брати якусь участь. Бо знаю, що ніколи не буває екранізація адекватною, завжди кажуть, що написаний твір кращий, ніж знятий. Зрештою, автором фільму є не письменник, а насамперед режисер. Мені навіть не показали сценарій, що ухвалили, хоча умови контракту це передбачають». На думку письменника, продюсери фільму побоюються, що коли він втрутиться, багато чого його не влаштує, доведеться знову переробляти й переглядати.
У квітні 2018 року стало відомо, що відбулася зміна режисера стрічки: замість Олега Туранського режисером став Тарас Ткаченко. Одночасно зі зміною режисера відбулася зміна компанії-виробника: замість Sisters Production фільм буде створювати «1+1 Продакшн». Тоді ж стало відомо, що виробники фільму відновили співпрацю з автором першоджерела-роману Василем Шклярем і він бере активну участь у створенні фільму. Коментуючи зміну режисера та компанії-виробника, Держкіно заявило «одночасна заміна і виробника, і режисера неможлива». Згодом усі виробничі моменти між Держкіно та компанією-виробником було погоджено.

### Фільмування
У жовтні 2018 року стало відомо, що компанія-виробник розпочала знімання фільму. У травні 2019 року стало відомо що фільмування завершилося, а у липні 2019 року виробники представили готовий фільм Держкіно.
Фільмування відбувалося в Київській та Черкаській областях. Щоб відтворити одне з основних місць розвитку подій — Мотронинський монастир на Черкащині, обрали Національний Києво-Печерський заповідник, оскільки рідна локація не зберегла свого аутентичного вигляду після реставрації. Також знімали в мисливському палаці графа Шувалова (Тальне), Національному історико-етнографічному заповіднику «Переяслав». Старовинну залізничну станцію знімали в Поташі.
Загалом у проєкті взяли участь близько 1000 акторів масових сцен, понад 100 коней та інших тварин. Для стрічки розробили більше як 400 костюмів — це спеціально відшиті або зібрані на антикварних ринках речі. Одним із головних акторів у фільмі став ворон на ім'я Фрейд. Йому 10 років і на його рахунку вже шість повнометражних фільмів.

### Саундтрек
Саундтреком до фільму «Чорний ворон» стала пісня «Веселі, брате, часи настали…» Святослава Вакарчука. Композитором інших тем стрічки став клавішник гурту «Океан Ельзи» та саундпродюсер картини Мілош Єлич. Для деяких сцен саундпродюсер самостійно грав на гітарі, фортепіано та бас-гітарі, додаючи симуляцію гри оркестру. Відтак у студію звукозапису запросили справжній оркестр музикантів, який відтворив потрібний тон загального настрою стрічки.

## Реліз
У серпні 2019 року стала відома дата виходу фільму в український широкий прокат — 5 грудня 2019 року; прокатник — Kinomania.

## Сприйняття
На IMDb середня оцінка фільму складає 7,3/10.
Згідно з оглядом ТСН, враження від фільму для багатьох глядачів прямо залежатимуть від того, як вони сприйняли оригінальну книгу. В огляді схвалювалося те, як сценарист Тарас Антипович переробив багатоплановий роман Шкляра на сценарій фільму. Водночас зазначалося — персонажів усе одно багато, і є дуже передбачувані сюжетні повороти, коли персонажі прямують у пастку. Невигадлива постановка, надто драматичний саундтрек і чисті костюми героїв роблять «Чорного ворона» більше схожим на епізод телесеріалу. Зайвими було названо вставки з закадровим голосом Шкляра, що зачитує частини з роману.
Ярослав Підгора-Гвяздовський у «Детекторі медіа» писав, що «фільм переповнений незрозумілостями в сюжеті і в окремих ситуаційних моментах, напряму дотичних до виробництва», хоча назвати його провальним не можна. Місцями обстановка суперечить словам персонажів, а освітлення надмірно яскраве, що руйнує атмосферу нічних сцен. Поміж інших недоліків: доглянутий одяг повстанців і червоноармійців, нерухома камера під час діалогів, непояснене повернення відлюдника після того, як у нього стріляють (що пояснено в книзі), раптова поява в сюжеті сотника Завірюхи. Позитивними аспектами вказувалися підбір акторів, колірна гама та деякі влучні жарти.